# Ananas ananassoides
Ananas ananassoides (syn. Ananas comosus var. microstachys) z čeledi broméliovité (Bromeliaceae) je druh ananasu, který se stejně jako ananasovník chocholatý (Ananas comosus) pěstuje pro svoje podlouhlá plodenství. Pochází z Jižní Ameriky (Brazílie, Paraguay) a v současnosti se pěstuje hlavně na území svého původu. Má zubaté, široké listy ohnuté směrem dolů. V Brazílii se používá k výrobě nápojů.

## Synonyma
- Acanthostachys ananassoides Baker 1889 – basionym
- Ananas microstachys Lindm. 1891